# Griefstedt

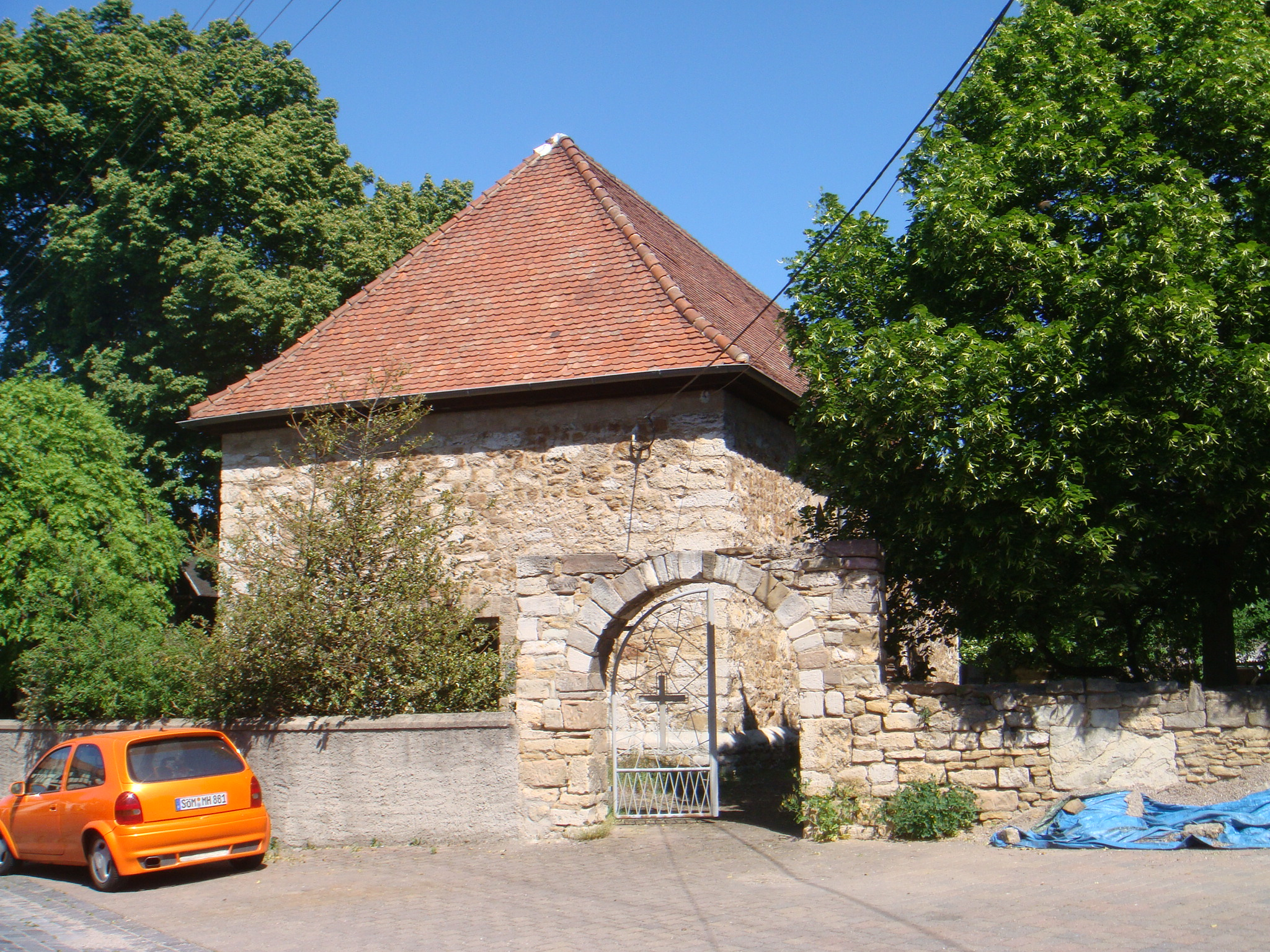
Evangelische Dorfkirche 2012

Griefstedt ist eine Gemeinde im Landkreis Sömmerda in Thüringen. Sie gehört der Verwaltungsgemeinschaft Kindelbrück an, die ihren Verwaltungssitz in der Landgemeinde Kindelbrück hat.

## Geografie
Griefstedt liegt am Nordrand des Thüringer Beckens an der Unstrut.

## Geschichte
Zu Beginn des 8. Jahrhunderts wird Griefstedt in einem Verzeichnis der Güter des vom Erzbischof Lullus († 786) von Mainz erbauten Klosters Hersfeld urkundlich als Griffestat erwähnt.
1233 schenkte der thüringische Landgrafenbruder Konrad den „Hof Grifstete“ dem Deutschen Orden, der dort eine eigenständige Kommende einrichtete. Die Kommende wurde im Dreißigjährigen Krieg geplündert, das Ordenshaus zerstört. Der Komtur Johann Adam Marschall von Bieberstein, der von 1701 bis 1716 in Griefstedt amtierte, erbaute stattdessen ein Schloss. Die hohen Kosten führten dazu, dass von den geplanten drei Flügeln nur zwei verwirklicht wurden. Das Renaissanceschloss war in Bruchsteinmauerwerk mit Eckquadern, schönen Fenstergewänden und kunstvollen Risaliten errichtet. Der Saalbau mit Stuckdecke und Wänden mit korinthischen Pilastern erstreckte sich über zwei Geschosse. An einer Seite stand der logenartige Komturstuhl, ihm gegenüber die Kirche mit Altar, Kanzel, Orgel, Gemälden aus der Geschichte des Ordens, Wappen seiner Hochmeister und Grabsteine der Komture. Unterhalb des Gutes in Richtung Unstrut befand sich ein „anmutiger Park“.
Während der Ort Griefstedt seit 1407 zum wettinischen Amt Sachsenburg gehörte, war die Kommende Griefstedt wie der Nachbarort Riethgen Teil des wettinischen Amts Weißensee. 1809 wurde der Deutsche Orden aufgelöst, und die Kommende Griefstedt ging als Stiftung 1815 an das Königreich Preußen als Domäne über. Das Hauptgut war lange in den Händen einer Familie Ulrich, die es pachtete und vorbildlich bewirtschaftete. Anderson 1866: „Heute noch ist die Commende ein durch eigene Mittel des Pächters brillant hergestellter, anmutiger Aufenthaltsort …“.
Durch die Beschlüsse des Wiener Kongresses kamen der Ort und die Kommende Griefstedt zu Preußen. Sie wurden 1816 der Provinz Sachsen zugeteilt, zu der sie bis 1944 gehörten. Aufgrund der bisherigen Zugehörigkeit zu verschiedenen kursächsischen Ämtern wurde die Kommende Griefstedt 1816 jedoch dem Landkreis Weißensee im Regierungsbezirk Erfurt, jedoch der Ort Griefstedt dem Landkreis Eckartsberga im Regierungsbezirk Merseburg angegliedert.
Während des Zweiten Weltkrieges mussten 66 Arbeitskräfte aus Polen sowie weitere Frauen und Männer aus der Ukraine auf der Commende Griefstedt beim Pächter Wilhelm Fromme Zwangsarbeit verrichten.
Gegen die Einwände des Konsistoriums der Kirchenprovinz und den Protest des Landeskonservators („erheblicher kultureller Wert“) wurden 1948 das intakte Herrenhaus und 1949 die Kapelle abgerissen, auf der Grundlage des berüchtigten SMAD-Befehl Nr. 209. Der Landrat: „Gebäude in typisch junkerlicher Herrensitzweise errichtet, würden neben den schönen Neubauernhöfen die Gegend verschandeln“. Um die wüste, baumbewachsene Abrissstelle mit noch einem Stück Mauer des Schlosses gruppieren sich heute ruinöse, ehemals stattliche Wirtschaftsgebäude. Eine verfallende gewaltige Umfassungsmauer mit Tor ist auch noch vorhanden. Eingelassen in eine Wohnhauswand findet sich ein steinernes Wappen aus der Schlosskirche, das des „Comthur Philipp v. Bicken“ (1553–1556).
Die teilweise aus dem Abrissmaterial entstandenen Neubauerngehöfte bilden die Thomas-Müntzer-Siedlung. Die Siedlung und das dahinter befindliche Gelände der früheren Deutschordenskommende liegen zwischen Griefstedt und Riethgen (zu dem sie jetzt verwaltungsmäßig gehören), von Griefstedt aus gesehen hinter der Unstrut-Brücke links der Straße.
Die alte, nach St. Martin benannte Dorfkirche brannte 1939 aus und verlor ihren Turm. 1955 konnte sie nach Neuaufbau turmlos wieder geweiht werden.

### Einwohnerentwicklung
Entwicklung der Einwohnerzahl:
| - 1994: 327 - 1995: 332 - 1996: 334 - 1997: 332 - 1998: 331 - 1999: 329 | - 2000: 325 - 2001: 337 - 2002: 328 - 2003: 327 - 2004: 317 - 2005: 309 | - 2006: 315 - 2007: 310 - 2008: 309 - 2009: 305 - 2010: 289 - 2011: 290 | - 2012: 287 - 2013: 282 - 2014: 277 - 2015: 277 - 2016: 268 - 2017: 259 | - 2018: 261 - 2019: 259 - 2020: 252 - 2021: 242 |

 Datenquelle: Thüringer Landesamt für Statistik

## Politik

### Gemeinderat
Der Gemeinderat aus Griefstedt setzt sich aus 6 Ratsfrauen und Ratsherren zusammen.
- FW 5 Sitze
- Die Linke 1 Sitz

(Stand: Kommunalwahl am 27. Juni 2004)

### Bürgermeister
Der ehrenamtliche Bürgermeister Norbert Mücke wurde am 27. Juni 2004 gewählt.

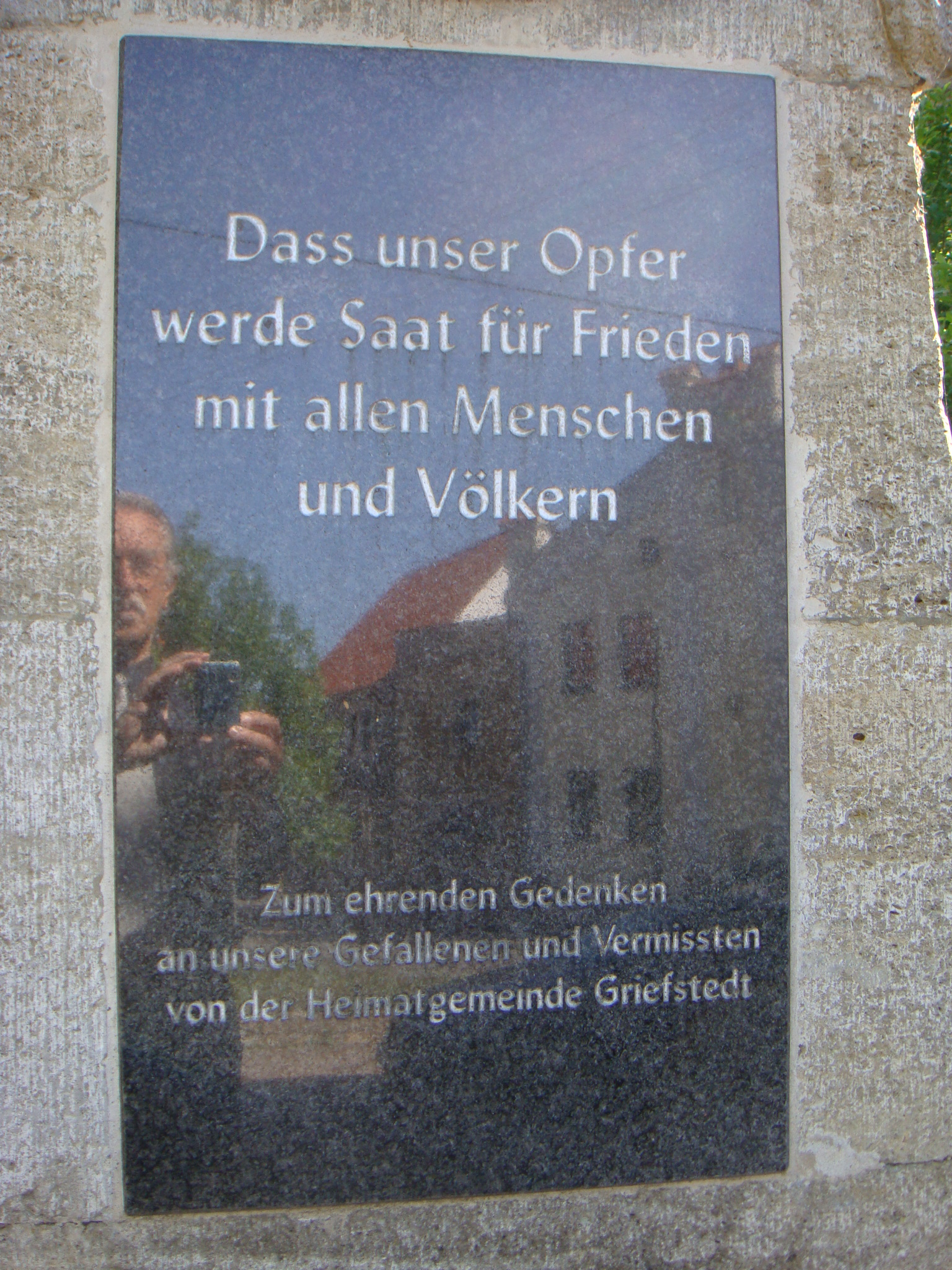
Kriegerdenkmal aus DDR-Zeiten

## Kultur und Sehenswürdigkeiten
Das Kriegerdenkmal vor der Kirche enthält gegenüber den meisten seiner Gattung ein Alleinstellungsmerkmal: Als Sinngebung des Todes dieser Soldaten wird nicht ausschließlich ihre Ehre, sondern an erster Stelle ihre Mahnung zu Frieden und Völkerfreundschaft genannt.
Die Kirche wurde 1695–97 neu errichtet, nachdem die mittelalterliche Kirche abgebrannt war.

## Wirtschaft und Infrastruktur

### Verkehr
Seit 1881 die Bahnstrecke Sangerhausen–Erfurt gebaut wurde, hat die Gemeinde einen Bahnhof.
Dieser Bahnhof diente 1994 als Drehort für den Fernsehfilm Drei Tage im April
Durch Griefstedt führt der Unstrut-Radweg.

### Wasserver- und Abwasserentsorgung
Die Aufgabe der Wasserversorgung hat die Gemeinde auf den Trinkwasserzweckverband „Thüringer Becken“ übertragen. Die Abwasserbeseitigung erledigt die Gemeinde Griefstedt eigenständig mit Hilfe der Verwaltungsgemeinschaft Kindelbrück.

## Persönlichkeiten
- Karl August Ulrich (1776–1826), Gutspächter und Oberamtmann